# Прострел большой
Простре́л большо́й, или Простре́л кру́пный (лат. Pulsatílla grándis) — многолетнее травянистое растение, вид рода Прострел семейства Лютиковые (Ranunculaceae).

## Ботаническое описание
Растение 5—40 см высотой.
Корневище очень мощное, вертикальное, почти чёрное, часто многоглавое.
Стебель прямостоящий, густо и длинно оттопырено-волосистый.
Корневые листья на длинных, густо оттопыренно-волосистых черешках, в очертании широкояйцевидн, непарноперистораздельные, с боковыми сегментами на коротких черешочках, неравномерно дважды-перисто-раздельными и надрезанными, с линейноланцетными дольками и лопастинками 1—4 мм шириной и с почти таким же конечным сегментом на более длинном черешочке, в молодом возрасте шелковисто-волосистые (особенно снизу), позднее голые, появляются после цветения.
Листочки покрывала разделены на узколинейные доли, одеты густыми, длинными оттопыренными шелковистыми волосками. Цветоносы прямостоящие, ко времени цветения 1—2 см длиной, позднее сильно удлиняющиеся, войлочно-волосистые; цветки вначале колокольчатые, позднее раскрытые; листочки околоцветника 3—5,5 см длиной, узкояйцевидные, часто островатые, тёмно- или светло-фиолетовые, снаружи мохнатые. Тычинки многочисленные, наполовину короче листочков околоцветника, тёмно-жёлтые.
Плодики на удлинённом цветоложе, длинноватые, волосистые, с волосистым, большей частью красно-фиолетовым столбиком 3,5—5 см длиной, одетым в верхней части прилегающими волосками, на самой верхушке голым.
Вид описан из Германии.
|                                     |  |  |
| Слева направо: бутоны, цветок, плод |  |  |

## Распространение
Центральная Европа: восток Австрии, Чехия (Моравия), Венгрия, Южная Бавария; Украина: средняя часть Днепра; Остров Ольхон Россия

## Использование в геральдике

Герб города Трнава

Прострел большой изображён на гербе чешского города Трнава (Чехия), так как в окрестностях Трнавы имеется большая популяция этого растения.